# 混迷
| ウィキペディアには「混迷」という見出しの百科事典記事はありません（タイトルに「混迷」を含むページの一覧/「混迷」で始まるページの一覧）。 代わりにウィクショナリーのページ「混迷」が役に立つかもしれません。 |